# Doppelbandpresse
Eine Doppelbandpresse besteht aus zwei auf Rollen gelagerten geschlossenen Bändern. Diese Bänder sind parallel zueinander gerichtet und zwischen dem oberen und dem unteren Band befindet sich ein Spalt. Dieser Spalt kann mechanisch geöffnet und geschlossen werden. 
Der Anfang des zu verarbeitenden Materials wird eingespannt und die Bänder beginnen dann in der gewünschten Geschwindigkeit in die gleiche Richtung zu laufen, so dass das „Endlosmaterial“ oder auch Stückmaterial durch die Presse gezogen wird. Gleichzeitig wird auf das Material senkrecht von beiden Seiten Druck ausgeübt.

## Optionale Zusatzgeräte in der Presse
Zusatzgeräte in der Presse sind zum Beispiel ein Heizaggregat zum Erhitzen des Materials und ein folgendes Kühlaggregat.